# Joni Montiel
Jonathan Montiel Caballero, detto Joni (Madrid, 3 settembre 1998), è un calciatore spagnolo, centrocampista del Rayo Vallecano.

## Caratteristiche tecniche
È un trequartista.

## Carriera

### Club
Cresciuto nelle giovanili del Rayo Vallecano, ha esordito in prima squadra il 20 dicembre 2015 in occasione del match di campionato perso 10-2 contro il Real Madrid.

### Nazionale
Nel 2016 ha giocato 3 partite con la nazionale spagnola Under-19.

## Statistiche

### Presenze e reti nei club
Statistiche aggiornate al 23 settembre 2019.
| Stagione              | Squadra               | Campionato            | Campionato | Campionato | Coppe nazionali | Coppe nazionali | Coppe nazionali | Coppe continentali | Coppe continentali | Coppe continentali | Altre coppe | Altre coppe | Altre coppe | Totale | Totale | Totale |
| Stagione              | Squadra               | Comp                  | Pres       | Reti       | Comp            | Pres            | Reti            | Comp               | Pres               | Reti               | Comp        | Pres        | Reti        | Pres   | Reti   |        |
| --------------------- | --------------------- | --------------------- | ---------- | ---------- | --------------- | --------------- | --------------- | ------------------ | ------------------ | ------------------ | ----------- | ----------- | ----------- | ------ | ------ | ------ |
| 2015-2016             | Rayo Vallecano        | PD                    | 8          | 0          | CR              | 2               | 0               | -                  | -                  | -                  | -           | -           | -           | 10     | 0      |        |
| 2016-2017             | Rayo Vallecano        | SD                    | 2          | 0          | CR              | 0               | 0               | -                  | -                  | -                  | -           | -           | -           | 2      | 0      |        |
| 2017-2018             | Rayo Vallecano        | SD                    | 1          | 0          | CR              | 1               | 0               | -                  | -                  | -                  | -           | -           | -           | 2      | 0      |        |
| gen.- giu.2018        | Toledo                | SDB                   | 10         | 2          | CR              | 0               | 0               | -                  | -                  | -                  | -           | -           | -           | 10     | 2      |        |
| 2018-2019             | Deportivo B           | SDB                   | 34         | 4          | CR              | 0               | 0               | -                  | -                  | -                  | -           | -           | -           | 34     | 4      |        |
| feb. 2019             | Deportivo La Coruña   | SD                    | 1          | 0          | CR              | 0               | 0               | -                  | -                  | -                  | -           | -           | -           | 1      | 0      |        |
| 2019-2020             | Rayo Vallecano        | SD                    | 3          | 0          | CR              | 0               | 0               | -                  | -                  | -                  | -           | -           | -           | 3      | 0      |        |
| Totale Rayo Vallecano | Totale Rayo Vallecano | Totale Rayo Vallecano | 14         | 0          |                 | 3               | 0               |                    | -                  | -                  |             | -           | -           | 17     | 0      |        |
| Totale carriera       | Totale carriera       | Totale carriera       | 59         | 6          |                 | 3               | 0               |                    | -                  | -                  |             | -           | -           | 62     | 6      |        |